# Ausserferrera
Ausserferrera foi uma comuna da Suíça, no Cantão Grisões, com cerca de 49 habitantes. Estendia-se por uma área de 31,46 km², de densidade populacional de 2 hab/km². Confinava com as seguintes comunas: Andeer, Innerferrera, Pignia, Riom-Parsonz, Salouf, Sufers.
A língua oficial nesta comuna era o Alemão.

## História
Em 1 de janeiro de 2008, passou a formar parte da nova comuna de Ferrera.